# 港口镇 (中山市)
港口鎮是中國廣東省中山市下辖的一个镇，位于中山市中部，總面積達70.5平方公里，人口超過7.2萬人。镇内交通发达，京港澳高速公路、中鹤高速公路贯穿全境。隨著中山城區向北移，港口鎮憑著地利優勢，既靠近中山北站，亦有著中江高速中山城區出口，近幾年，港口致力融入主城區，根據中山市政府近日出台的《中山市岐江新城·总部经济区概念规划》中，中山作為新城的重要一環，地位越趨重要，近年来，城北地区(港口)交通设施、城市综合体等重大项目都顺应市场规律，得到快速发展，同时，港口还有高速公路中山北出口，通过江中高速可以连接深中通道、京珠高速(东线)和太澳高速。因此，该地区也成为中山市最重要的陆路交通枢纽，它將會是主城区的重要拓展区。

## 住宅区
- 星晨花園
- 美景花园
- 水禾园
- 星港湾
- 丽江花园
- 幸福豪庭
- 保利國際廣場
- 中信德方斯
- 中信凱旋公館
- 大信芊翠家园
- 星港灣
- （中信）美景康城

## 外部連結
- 中山市港口鎮政府網站

1. ↑  https://stats.zs.gov.cn/zwgk/tjxx/tjnj/content/post_1937766.html